# Rafał Kukla
Rafał Tomasz Kukla (ur. 2 października 1981 w Gorlicach) – polski samorządowiec, inżynier, od 2006 do 2014 radny powiatu gorlickiego, od 2014 burmistrz Gorlic.

## Życiorys
Ukończył studia na kierunku Budownictwo na Wydziale Inżynierii Lądowej Politechniki Krakowskiej. W trakcie studiów zaangażowany w pracę Samorządu Studenckiego, pełnił funkcję członka senatu Politechniki Krakowskiej. Ukończone studia podyplomowe z zarządzania bezpieczeństwem i higieną pracy oraz z zakresu pedagogiki na Politechnice Krakowskiej. Posiada uprawnienia budowlane do kierowania i nadzorowania robót budowlanych w branży konstrukcyjno – budowlanej.
Pracował w firmie budowlanej „Arras” w Krakowie na stanowisku inżyniera budowy. Od 2008 do 2014 roku pełnił funkcję Prezesa Zarządu Spółdzielni Mieszkaniowej „Mariampol” w Gorlicach. W latach 2006–2014 radny powiatu gorlickiego. W wyborach samorządowych w 2014 został wybrany na stanowisko burmistrza Gorlic. W kolejnych wyborach w 2018 skutecznie ubiegał się o reelekcję, wygrywając w pierwszej turze i uzyskując ponad 52% głosów. W 2019 r. wybrany przewodniczącym Związku Gmin Ziemi Gorlickiej.
W 2025 został odznaczony Odznaką Honorową za Zasługi dla Samorządu Terytorialnego.